# Sachsen-Lauenburg
Hertugdømmet Sachsen-Lauenburg (på dansk Lauenborg) var fra 1296 til 1876 et hertugdømme i Nordtyskland, der lå nord for Elben, øst for Hamborg og sydvest for Lübeck i den nuværende delstat Slesvig-Holsten. Indtil 1803 hørte dele af den nuværende delstat Niedersachsen endvidere med til hertugdømmet.

## Historie
Landets indbyggere, efter at de germanske folk ved Østersøen vandrede til Sydeuropa, var den vendiske stamme polaberne, som i 12. århundrede blev undertvunget af de sachsiske hertuger Henrik den Stolte og Henrik Løve og fortysket. Henrik Løve grundlagde 1154 Bispedømmet Ratzeburg. Da han 1180 mistede sine lande, kom Sachsen-Lauenburg til grev Bernhard af Askanien, som byggede borgen Lauenburg, og som 1202-1227 måtte anerkende den danske konge som overherre. Sachsen-Lauenburg bestod af området omkring byen Lauenburg, grevskabet Ratzeburg og landet Hadeln ved udmundingen af Elben i Vesterhavet, Amt Neuhaus (Darzing) ved Elben, det sydlige Elbmarsken og byen Bergedorf med Vierlandene (i dag en del af Hamborg). Hertugerne var lensherrer over Holsten og Stormarn til 1434, Mecklenborg til 1347, Schwerin til 1358, Dannenberg til 1303 og Lüchow til 1320.

### Sachsen-Lauenburg (1260-1689)
Da de sachsiske lande deltes 1296, dannedes en egen linje Sachsen-Lauenburg, hvortil hørte Magnus 1., der var fader til kong Christian 3.’s dronning Dorothea og til Gustaf Vasas dronning Katarina, og Frants Albrecht, der 1632 ledsagede kong Gustaf Adolf i slaget ved Lützen. 1588 udstedtes "den evige union" for "Ritter- und Landschaft", der blev grundlaget for landets statsordning.
Da linjen uddøde 1689, udbrød arvestridigheder, og også Danmark sendte 1693 en hær mod Ratzeburg, men hertug Georg Wilhelm af Braunschweig-Celle satte sig med magt i besiddelse af landet i henhold til et arveforlig af 1369, afkøbte Kursachsen dets rettigheder og godkendtes 1702 af indbyggerne som landets hersker.

### Under Hannover (1705-1803)
Efter Georg Wilhelms død 1705 tilfaldt hans lande nevøen Georg 1. Ludvig, kurfyrste af Hannover og dermed efter 1714 Storbritannien i over 100 år.

### Besat af Frankrig (1803-1814)
1803 blev det besat af franske tropper og 1810 indlemmet i Frankrig. I 1814 afstod Frankrig landet til Preussen, som 1815 byttede det med Danmark for Svensk Forpommern.

### Under Danmark (1815-1864)
Først 1816 tog den danske regering landet i besiddelse, men lod det beholde sin særskilte forvaltning og sine gamle indretninger. Det blev kun lidt påvirket af det slesvig-holstenske røre og holdt sig tilbage under oprøret 1848-50, styret af en tysk forbundskommissær. 1853 udstedtes en ny forfatning for dets særlige anliggender, og ved Fællesforfatningen 1855 fik det 2 medlemmer (deraf 1 kongevalgt) i Rigsrådet. Allerede i oktober 1856 før de holstenske stænder indgav Lauenburgs "Ritter- und Landschaft" en klage til forbundsdagen over fællesforfatningen som krænkende landets selvstændighed og ligeberettigelse (ɔ: med Kongeriget Danmark) og gav således det første stød til det Tyske Forbunds indblanding i de danske anliggender. Sagen var, at det lauenburgske ridderskabs motiver var aldeles partikularistiske, og at de nærmest frygtede for at miste de store domæner til helstatens kasse. November 1858 blev Lauenborg lige som Holsten udskilt fra Helstatsforfatningen, december 1863 besat af tyske eksekutionstropper og oktober 1864 afstået til Preussen og Østrig. I sin afskedshilsen gav kongen af Danmark dets (jævne) indbyggere en ros for deres troskab.

### Under Preussen (1864-1876)
Allerede 1865 solgte Østrig for 5 mio. kr. sin ret til den preussiske konge, og nu var det forbi med Lauenburgs herlighed. Vel holdtes det i personalunion og styredes særskilt med Bismarck som minister, men dets forfatning blev ikke stadfæstet. Optagelsen i det Nordtyske Forbund 1867 og indlemmelsen i toldforeningen medførte store tab af indtægter, og mens det tidligere gav betydeligt overskud, kom nu et stort underskud. En deling af domænerne mellem kongen og landet i 1871 skilte det ved godserne i amtet Schwarzenbeck, der gaves Bismarck som dotation, og landet måtte selv overtage den gæld, der stiftedes 1865 for at udrede salgsprisen til Østrig. Lidt efter lidt ophævedes alle de særlige gammeldags indretninger, hvori indbyggerne fandt behag, og juli 1876 indlemmedes Lauenburg i Preussen som en kreds af Provinsen Schleswig-Holstein, hvorved dets berømmelige "Ritter- und Landschaft" sank ned til at blive en simpel kredsdag.
Til den preussiske landdag valgtes et medlem og ligeledes et til den tyske rigsdag.

## Tiden 1814-1864

### Administrative forhold
Statsretligt blev Lauenburg i 1815 medlem af Tyske Forbund samtidig, som det var en del af Helstaten. Dermed befandt landet sig i en dobbeltstilling, som skulle påvirke dets senere skæbne.
Lauenburg var delt i 4 amter (Lauenburg, Ratzeburg, Schwarzenbeck og Steinhorst) hver med to amtmænd. Det blev ledet af en guvernør og en landdrost, havde egen regering, egen hofret, et konsistorium, egen forst- og jægermester, der ledede 2 overførstere med 1 ridende og 14 gående førster samt nogle skovfogder.
Hertugdømmet havde tre købstæder (Lauenburg, Mölln og Ratzeburg) og omkring en snes godser med selvstændige administratorer.
Staden Lauenburg havde 1 retsfoged og 1 politimester, 2 borgmestre, 3 rådmænd – og med 3 borgmestre i forstaden.

#### Danske guvernører og landdroster
Denne liste er ufuldstændig; hjælp gerne med at udfylde den.
- 1816-1833: Cay Reventlow
- 1833-1836: Joachim Godsche von Levetzau
- 1836-1838:
- 1838-1852: Christian Rantzau (afsat under Treårskrigen 1848-1851)
- 1852-1856: Friedrich von Pechlin
- 1857-1864: Emil Rantzau

### Demografi
Lauenburg havde ved overdragelsen omkring 32.000 indbyggere, der i løbet af tiden voksede noget.
I henhold til en fransk folketælling 1810 var befolkningsfordelingen:
1. Lauenburg amt 4.300 indbyggere
2. Ratzeburg amt 6.341 indbyggere
3. Schwarzenbeck amt 4.300 indbyggere
4. Steinhorst amt 4.445 indbyggere
5. Adelige godser 8.087 indbyggere
6. Lauenburg stad 830 indbyggere (uden forstæder)
7. Mölln stad 1.684 indbyggere
8. Ratzeburg stad 2.009 indbyggere

det vil sige i alt 31.996 indbyggere, hvoraf ca 15% i stæderne, resten i landdistrikterne (heraf en del i Lauenburgs forstæder).
Frem til 1840 voksede befolkningen således, at der nævnte år var
1. Lauenburg amt 6.017 indbyggere
2. Ratzeburg amt 8.847 indbyggere
3. Schwarzenbeck amt 5.681 indbyggere
4. Steinhorst amt 5.740 indbyggere
5. Adelige godser 12.492 indbyggere[2]
6. Lauenburg stad 3.477 indbyggere (inkl. forstæder)
7. Mölln stad 2.663 indbyggere
8. Ratzeburg stad 2.855 indbyggere

svarende til i alt 45.342 indbyggere, hvoraf ca. 20% i stæderne, resten i landdistrikterne.

### Industri
Industrien i Lauenburg var beskeden: endnu omkring 1840 talte den:
2 kalkbrænderier,
4 teglværker,
3 papirfabrikker,
1 læderfabrik,
2 klædefabrikker,
4 sæbesyderier og lysestøberier,
1 spiritusbrænderi,
2 eddikebryggerier,
2 tobaksfabrikker.
Da Lauenburg valgte ikke at slutte sig til det slesvigholstenske toldsystem, var landet omgivet af toldmure og markedsvilkårene trange.